# Neu-St. Cyriak (Straßdorf)

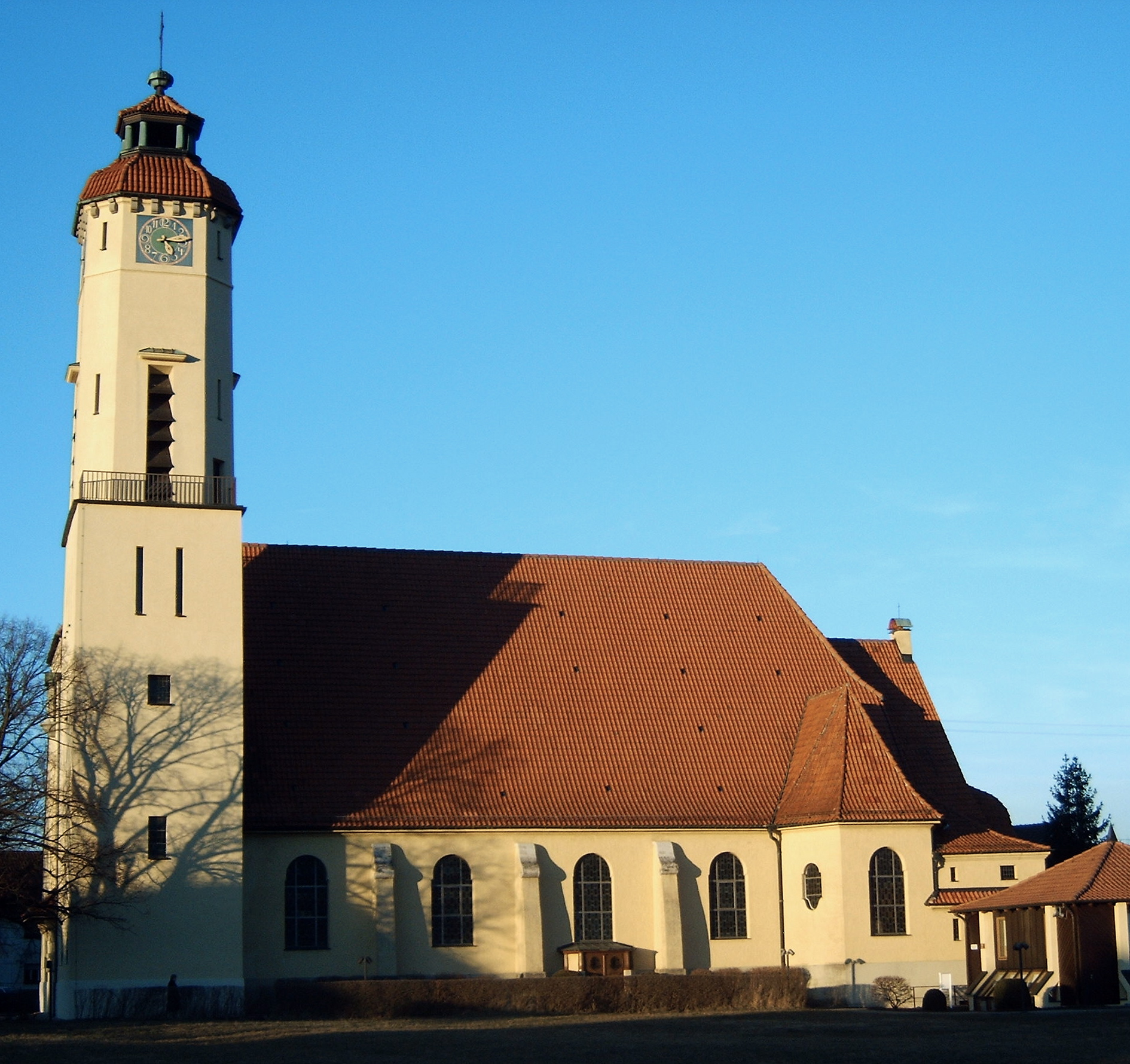
Kirche von Süden

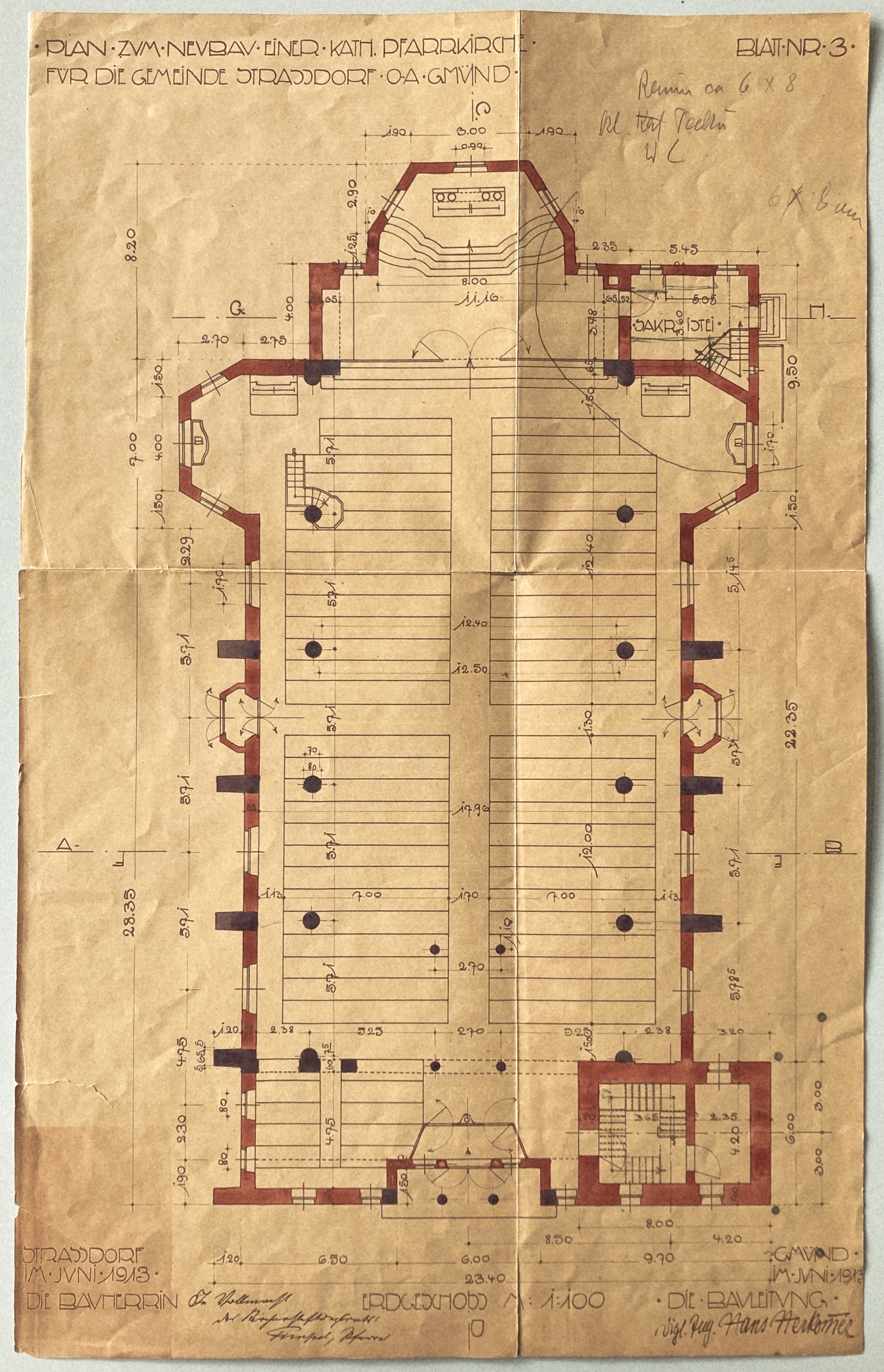
Grundriss
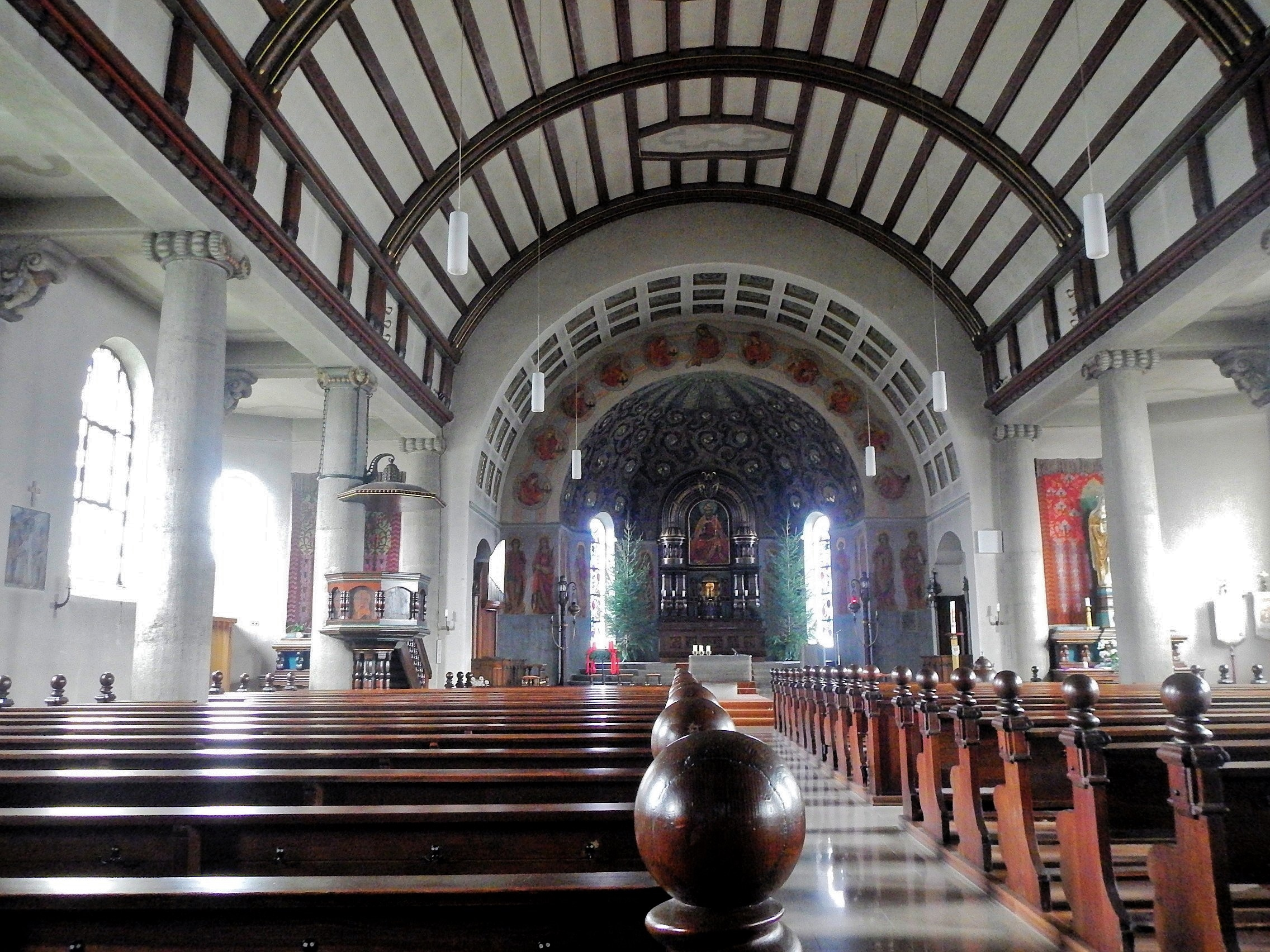
Innenraum der Kirche
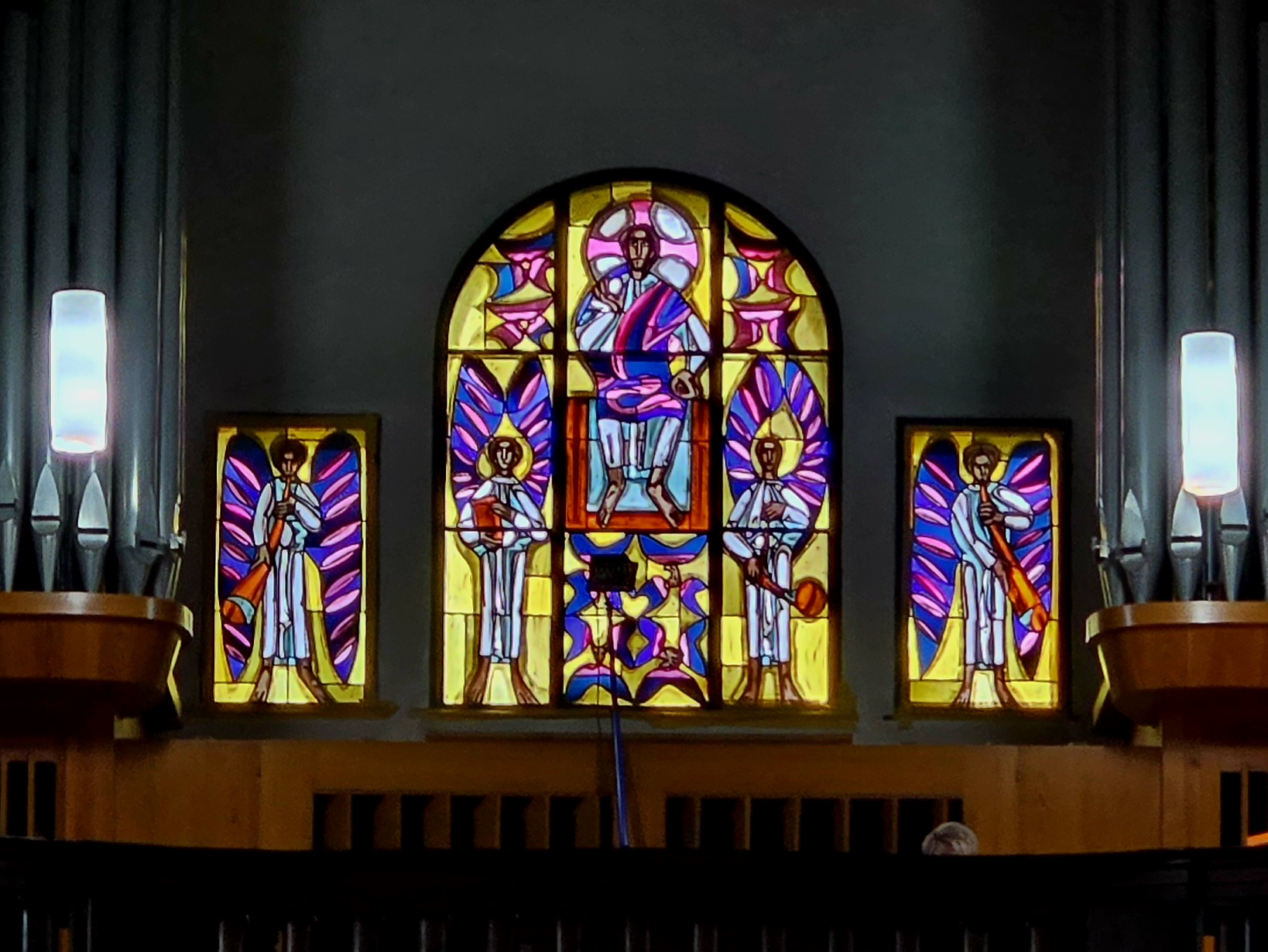
Orgelfenster vom Wilhelm Geyer
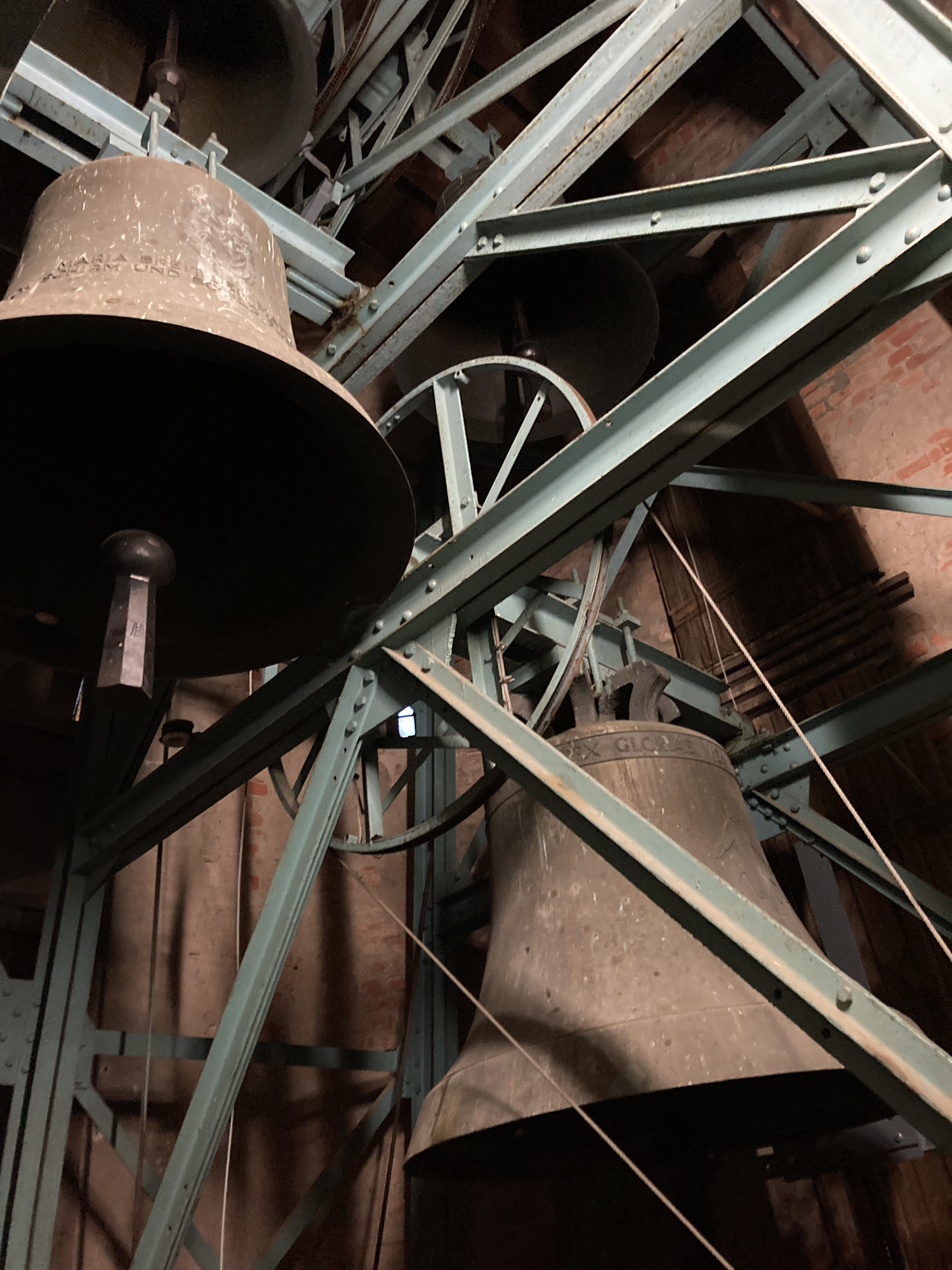
Glockenstube

Neu-St. Cyriak ist eine römisch-katholische Pfarrkirche im Schwäbisch Gmünder Stadtteil Straßdorf.

## Geschichte
Ab 1885 wurde ersichtlich, dass die ehemalige Pfarrkirche Alt-St. Cyriak zu klein würde. Es wurden zunächst Erweiterungspläne diskutiert und dann 1913 ein Abriss beschlossen. Nachdem der Landeskonservator erfolgreich dagegen Einspruch erhoben hatte, wurde ein Neubau an anderer Stelle angestrebt. Am südöstlichen Ortsrand überließ Graf Otto von Rechberg der Gemeinde günstig ein Stück Land. Der auch schon an den Erweiterungsplänen beteiligte Architekt Hans Herkommer erstellte Pläne für den Neubau und konzeptionierte diesen Bau im Kontext eines möglichen neuen Rat- und Schulhauses. Am 14. September 1913 kam es zum Spatenstich, im Februar 1914 war der Rohbau fertiggestellt, am 27. Mai 1915 wurde die Kirche geweiht.
1964 wurde der Bau renoviert, wobei durch die Aufhellung des Chores sowie die Neuverglasung des Langhauses beträchtlich in die Konzeption des Baus eingegriffen wurde. 1984/1985 wurde ein Sakristeianbau vorgenommen.

## Ausstattung
Die Gestaltung des Innenraums entzieht sich der herkömmlichen Terminologie. Er ist geprägt durch ein Tonnengewölbe, Säulen der Ionischen Ordnung und einem byzantinisch anmutenden Chor. Die Ausmalung wurde durch Hans Kaiser und Alois Schenk vorgenommen. Schenk entwarf auch die Fenster im Chor. Der Hochaltar wurde von Hans Kaiser gestaltet. Die vierzehn als Wandrelief gefertigten Kreuzwegstationen zwischen den Fensteröffnungen und den Nebeneingangsbereichen wurden von Karl Deibele gefertigt und von Anton Lang coloriert. Die Beichtstühle stammen aus der Gmünder Predigerkirche von um 1740. Die restlichen Figuren stammen größtenteils aus der Bauzeit sowie einige aus dem Barock.
Das Kriegerdenkmal in der dunklen Vorhalle unter der Empore wurde 1922 mit Figuren von Jakob Wilhelm Fehrle aufgestellt. Hier befinden sich auch sieben Marienfenster. Wilhelm Geyer wurde 1963 mit der Gestaltung dieses siebenteiligen Marienzyklus beauftragt. Von ihm sind auch die drei Fenster der Westfassade auf Höhe der Empore. Dargestellt ist das Jüngste Gericht nach der Offenbarung des Johannes.
Die Kirche verfügt über eine Hauptorgel sowie über eine Chororgel von Orgelbaumeister Peter Paul Köberle aus Schwäbisch Gmünd. Sie trägt die Opus-Nummer 29 und wurde 1967 gefertigt.

## Geläut
Das erste Geläut, das bis auf eine Glocke, die bei einem Gießer Zoller 1864 gegossen wurde, wurde 1914 gefertigt und im Zweiten Weltkrieg 1942 abgeliefert.
| Nr. | Name               | Durchmesser | Gussjahr | Ton | Gießerei                               |
| --- | ------------------ | ----------- | -------- | --- | -------------------------------------- |
| 1   | Christkönigsglocke | 1320 mm     | 1964     | es  | Bachert, Bad Friedrichshall-Kochendorf |
| 2   | Marienglocke       | 1150 mm     | 1949     | f   | Heinrich Kurtz, Stuttgart              |
| 3   | Josefsglocke       |             | 1949     | g   | Heinrich Kurtz, Stuttgart              |
| 4   | Jenningenglocke    |             | 1949     | b   | Heinrich Kurtz, Stuttgart              |